# A Muralha (livro)
A Muralha é um romance de Dinah Silveira de Queiroz publicado em 1954, em comemoração aos 400 anos da cidade de São Paulo. Foi escrito originalmente em capítulos que iam sendo publicados na revista O Cruzeiro, que encomendou a obra à autora. Logo depois, o romance foi publicado integralmente como livro pela editora José Olimpyo, tornando-se um dos grandes sucessos da autora. A obra recebeu a Medalha Imperatriz Leopoldina por seus méritos históricos. O romance foi publicado em Portugal, no Japão, na Coreia do Sul, na Argentina, na Alemanha e nos Estados Unidos, além de ter sido adaptado como história em quadrinhos em 1957 no Brasil. O título do livro é uma referência à Serra do Mar, considerada como uma muralha natural. 
O livro foi adaptado cinco vezes para a televisão. A primeira adaptação foi realizada em 1954, pela TV Record. No ano de 1958 foi produzida a versão da TV Tupi e em 1963 foi transmitida a adaptação da TV Cultura. Em 1968, Ivani Ribeiro realizou a versão da TV Excelsior. A última adaptação do romance é do ano 2000, realizada por Maria Adelaide Amaral para a TV Globo.

## Sinopse
A Muralha narra a história da família do bandeirante Dom Braz Olinto, que reside no entorno da vila de São Paulo. A narrativa descreve as paisagens e os costumes do tempo colonial, a busca pelo ouro no interior do Brasil e a Guerra dos Emboabas. O romance dá particular destaque às mulheres da história, destacando seu papel de liderança em suas casas quando os homens das famílias partiam nas bandeiras. O destaque dado na obra ao papel das mulheres na colonização do Brasil era um fato incomum tanto na literatura como nas ciências sociais da década de 1950.

## Resumo
Em "Descoberta da Terra", foi narrada à chegada de Cristina à colônia. Ela era portuguesa do reino e veio para se casar com seu primo Tiago Olinto. Uma fala de Dom Braz oferece a indicação da necessidade de buscar uma noiva em Portugal, devido à escassez de mulheres brancas na nova terra. No caso, Cristina era de boa origem, da própria família.
Mas não eram apenas as mulheres de boas famílias que vinham para a nova terra em busca de casamento, junto com Cristina veio uma prostituta, Joana Antônia, como a prometida de Davidão, um comerciante. Através dela passou a ideia de que a necessidade de mulheres brancas fazia com que mesmo prostitutas fossem aceitas como esposas.
Cristina chegou a São Vicente e foi recebida por Aimbé, mestiço, criado de Dom Braz, que deveria acompanhá-la até a Lagoa Serena, fazenda da família, próxima à vila de São Paulo de Piratininga.
Começou aí a descoberta da nova terra e dos costumes para a jovem Cristina, que veio com expectativas românticas sobre seu noivo e sobre a riqueza. A viagem foi difícil, cheia de perigos e de decepções, mas ela estava motivada pelo amor que já sentia pelo noivo.
Tão decepcionante quanto a viagem, foi sua chegada a São Paulo de Piratininga. Nem o noivo, nem ninguém da família vieram recebê-la. Sua decepção também foi grande com o que era a vila na época.
Aproximadamente três a quatro horas de distância, chegou à Lagoa Serena.
Mais uma vez Cristina se decepcionou: seu noivo não se encontrava. Estava em viagem com os outros homens pelo sertão. A moça se deparou com a realidade: passaria o tempo com as mulheres da família: Mãe Cândida, a mãe de Tiago; as irmãs, Basília e Rosália e a cunhada, Margarida - que apresentam o papel da mulher e o cotidiano dessa sociedade.
Margarida também era diferente das outras mulheres de Lagoa Serena: delicada, sensível e culta. Sabia escrever e dedicava-se à poesia. Amava seu marido e era correspondida. Vivia em uma casa enfeitada, com rosas e um papagaio. Margarida pode ser considerada uma personagem com características anacrônicas para o momento histórico que o livro procurava retratar, especialmente por ser nascida na colônia, em Taubaté.
As outras mulheres estavam mais próximas da descrição efetuada por Margarida num diálogo com Cristina: Mãe Cândida no comando da fazenda e da família; Basília, a filha mais velha, solteira e descrita como uma mulher feia, que ajudava à mãe e, no decorrer do livro, herda características dela em atitudes e postura. Rosália, a caçula, é mais romântica e sonhadora e dedicava-se à atividade no comércio.
Cristina estranhou profundamente a vida dessas mulheres e se ligou mais à Margarida, por suas características diferentes e por esta servir de amparo e orientação para se habituar à nova vida e à nova terra. Além de informações do cotidiano da mulher, identificamos o aspecto econômico: apesar de tanto trabalho, predominava uma vida muito simples. Tudo em São Paulo era assim na visão de Cristina. Uma estranha união de fartura e de miséria. Estranhava todos os costumes, do modo de viver à forma de tratamento entre as pessoas.
Esta parte do livro se encerrou com o casamento e a noite de núpcias de Cristina e Tiago.
Em "A Madama do Anjo" e fez referência ao culto à Virgem Maria. Nesta parte, revelou-se a relação entre Tiago e sua prima Isabel. Ela tinha a força e a rudez das mulheres de Lagoa Serena, porém era mais hostil e masculinizada.
Isabel vivia com os homens no sertão e em muitos aspectos se comportava como eles. Era como outro filho de Dom Braz. Cuidava de sua onça, Morena, com mais amor do que qualquer pessoa. Sua relação com Tiago era de hostilidade, mas encobria uma atração, que acabou gerando um filho bastardo.
De início, não se sabe quem era o pai do filho de Isabel. Acreditava-se que o pai era o índio Apingorá, que já havia servido à família de Dom Braz e vivia em uma aldeia com os seus. Leonel, marido de Margarida, foi à aldeia vingar a honra da família, mata Apingorá e incendeia o local.
A incerteza da paternidade do filho de Isabel gerou dúvidas sobre a fidelidade de Leonel à Margarida, agravando os problemas de saúde que a levaram à morte.
O ato de Leonel teve conseqüências trágicas para Lagoa Serena. Revidando seu ataque, os índios atacaram a fazenda, destruíram suas plantações e tentaram matar todos os seus habitantes.
Mãe Cândida, Isabel, Cristina e Basília lutaram por sua sobrevivência, cada uma a seu modo. Quando ocorreu o ataque, as mulheres estavam sozinhas, pois Dom Braz e Tiago haviam partido em bandeira e Leonel, após a morte de Margarida, perdeu-se no sertão.
Rosália fugiu com o aventureiro Bento Coutinho para as Minas Gerais, ganhando a proteção de Manoel Nunes Viana, chefe dos emboabas.
Cristina viu-se cada vez mais infeliz e revoltada vivendo um casamento frustrado em seus sonhos românticos, além de sofrer com as diferenças de costumes.
Nesta parte do livro foi narrado o episódio da luta entre paulistas, portugueses e os emboabas. Após a vitória, parte desse grupo sob a liderança de Dom Braz foi massacrado por homens de Bento Coutinho, no Capão da Traição.
Em "Canção de Margarida". Rosália fugiu de Bento Coutinho, ao saber o que este fez com os paulistas. A rotina da vila se modificou com a morte de seus homens. Os que sobreviveram foram mal recebidos, pois eram considerados motivo de vergonha para suas mulheres.
Cristina assumiu um ar profético sobre o destino da vila de São Paulo, que já trazia o sinal do orgulho que nela ia crescer.
As mulheres de Lagoa Serena se modificaram com a morte de seus homens. Mãe Cândida envelheceu rapidamente e não demonstrou ter a mesma força de antes. Rosália voltou a viver com a família. Basília se tomou mais rígida e tomou a atitude de doar todo o ouro do pai para uma guerra que tinha como o objetivo de lavar a honra de São Paulo.
Cristina, que vivia insatisfeita e pensava em abandonar Tiago e voltar para o reino, acreditava estar viúva. Chamada à casa de Joana Antônia, descobre que seu marido estava vivo e fora salvo por Davidão. Mesmo assim, quer partir. Tentou de várias maneiras escapar da responsabilidade em relação a Tiago, mas não conseguiu, pois as mulheres da Vila não tiveram compreensão por sua sobrevivência, assim como não teve Mãe Cândida, quando Cristina o levou doente para Lagoa Serena.
E presa àquele lugar, levou Tiago para a casa de Margarida e Leonel, que permanecera trancada desde o sepultamento da cunhada. Lá Tiago se recuperou sob os cuidados da esposa, que não desistiu de partir, apenas adiou o momento. Nesse período o casal encontrou oportunidades para um entendimento, que não aconteceu. Tiago não esclareceu para Cristina sua situação com Isabel.
Isabel, que não se importava com o filho, deixou a criança com Mãe Cândida e partiu com uma bandeira.
Posteriormente foi descoberto que Tiago não se acovardara na luta, mas tinha sido ferido. Sua família o quis de volta e ele foi escolhido para a expedição de Amador Bueno da Veiga contra os emboabas. Cristina fica cada vez mais revoltada por ter cuidado dele, enquanto sua mãe e irmãs se recusavam; e agora elas o queriam de volta e ainda o mandariam para a guerra para correr risco novamente. Era um mundo muito estranho para ela.
Decidida a partir, percorreu com Tiago o mesmo caminho que fez quando chegou. Através dela são apontadas mudanças em Piratininga. Grávida, não conseguiu partir e fez sua profecia sobre a grandeza da cidade:
"- Com homens assim, assim loucos e teimosos, e mulheres tão atrevidas e obstinadas... sabes o que me veio agora à cabeça? Que esta sujeira... - e ela quase cuspiu de raiva naquele desafio à grandeza de Deus, mas se dobrou cativa de imensidão -... bem pode tomar-se, um dia, uma grande cidade."

## Títulos no Exterior[5]
- Terra Violenta - Portugal e Angola
- The Women Of Brazil - Estados Unidos
- Na-e-ma-um Dae-ji - Coréia do Sul
- La Muralla - Espanhol
- Hahanaru Okushi - Japão e a colônia japonesa no Brasil
- Diwaar - Paquistão

## Diferenças Entre O Livro e a Minissérie
- Na minissérie de 2000, a protagonista Cristina teve seu nome mudado para Beatriz.
- No meio da minissérie é descoberto que Isabel é filha de Dom Braz, mas no livro ela começa e termina como sobrinha de Dom Braz.
- Na minissérie, Beatriz (Cristina) descobre a traição de Tiago porque ele mesmo lhe conta, a gravidez de Isabel ouvindo um conversa de Basília e Mãe Cândida e a paternidade da criança ela descobre por conta própria. No livro ela descobre a traição de Tiago e a paternidade do filho de Isabel porque Aimbé lhe conta.
- Na minissérie, Joana Antônia são duas persongens separadas.
- Dom Gonçalo, no livro, é um parente de Dom Braz, na minissérie o barbeiro da vila.

## Adaptações para TV e cinema
- A Muralha (1954) - telenovela produzida pela TV Record em 1954.
- A Muralha - telenovela produzida pela Rede Tupi em 1958.
- A Muralha - telenovela produzida pela TV Cultura em 1963, escrita por Miroel Silveira e Raul Roulien.
- A Muralha (1968) - telenovela produzida pela TV Excelsior em 1968, escrita por Ivani Ribeiro e estrelada por Arlete Montenegro, Edgard Franco, Paulo Celestino, Fernanda Montenegro, Mauro Mendonça, Nicette Bruno, Paulo Goulart, Rosamaria Murtinho, Nathália Timberg e Stênio Garcia.
- A Muralha (minissérie) - produzida pela TV Globo em 2000, escrita por Maria Adelaide Amaral e estrelada por Tarcísio Meira, Leandra Leal, Leonardo Brício, Cláudia Ohana, Vera Holtz, Mauro Mendonça, Maria Luísa Mendonça, Alexandre Borges, Regiane Alves, Caco Ciocler, Alessandra Negrini, Deborah Evelyn, Stênio Garcia e Letícia Sabatella.